# Patissa melitopis
Patissa melitopis là một loài bướm đêm trong họ Crambidae.